# Philotas
Pour les articles homonymes, voir Philotas (homonymie).
Philotas (en grec ancien Φιλώτας / Philôtas) est un général de l'armée macédonienne sous le règne d'Alexandre le Grand. Il est condamné à mort en octobre 330 av. J.-C., accusé d'avoir participé à un complot contre la vie du roi.

## Biographie

### Carrière sous Alexandre
Philotas est le fils aîné de Parménion, l'un des principaux généraux de Philippe II et d'Alexandre le Grand ; il a pour frères Hector et  Nicanor. Au début de l'expédition contre l'empire perse en 334 av. J.-C., il porte le titre prestigieux d'Hipparque et dirige la cavalerie lourde des Compagnons (hétairoi), soit environ 1 500 à 1 800 cavaliers. Il s'illustre en particulier à la bataille de Gaugamèles en 331.

### L'exécution de Philotas
Selon Quinte-Curce, Philotas est impliqué à l'automne 330 av. J.-C. dans un complot contre la vie du roi, alors sans enfant et donc sans héritier patrilinéaire. Il est confondu pour n'avoir pas révélé au souverain le danger qui le menace alors qu'un tiers l'en a expressément diligenté. En effet, Dymnos, l'un des conjurés, adepte de la pédérastie, confie à Nicomaque, un jeune prostitué dont il est épris, ses intentions, en lui faisant jurer par serment devant les dieux à l'intérieur de ne rien révéler. Nicomaque parjure néanmoins son serment et révèle tout à son frère Cébalinos. Ce dernier somme alors Philotas à plusieurs reprises d'en avertir le roi, ce qu'il ne fait pas, lui assurant que le roi ne lui a pas laissé le temps de lui en parler. Plus tard, Philotas affirme qu'il n'a donné aucun crédit à ces informations provenant d'un débauché et qu'il n'a pas voulu accuser à la légère les amis du roi d'un crime aussi grave, Nicomaque et Cébalinos n'étant par ailleurs que des enfants.
Selon l'usage macédonien, c'est le peuple en temps de paix, et l'armée en temps de guerre, qui juge les crimes capitaux. Sur les accusations du roi, faisant état de faits de lèse-majesté antérieurs, celle de Cratère, un de ses rivaux particulièrement virulent dans cette affaire, et enfin celle de Coénos, le mari de sa sœur, des aveux lui sont soutirés sous la torture. Le lendemain, ses déclarations sont lues devant l'assemblée de l'armée macédonienne, qui le condamne finalement à être lapidé, comme le veut la coutume ; les autres conjurés dénoncés par Nicomaque subissent le même sort. Il est exécuté à Phrada-Prophtasia, capitale de la Drangiane.
La crainte de la loi macédonienne qui condamne les parents (au sens large) de quiconque a conspiré contre le roi à périr avec le coupable provoque la panique chez tous les parents de Philotas. Alexandre proclame alors qu'il exempte les parents des coupables. Le père de Philotas, Parménion, est néanmoins assassiné en Médie en automne 330.

### La portée politique de l'exécution de Philotas
Alexandre semble avoir attendu une occasion pour éliminer un opposant influent. Philotas, comme nombre de Macédoniens, n'accepte pas l'adoption du cérémonial perse. Lui et son père, Parménion, n'approuvent pas non plus la poursuite de l'expédition vers les provinces de l'empire perse aussi éloignées que l'Arie et la Drangiane, aux frontières de l'Iran et de l'Afghanistan actuels. Par ailleurs il se moque des prétentions du roi à être considéré comme le fils de Zeus Ammon. Quant à l'ambitieux Cratère, il voit sans doute là un moyen d’éliminer un rival qui pourrait lui faire de l’ombre. Le rôle de Parménion dans cette supposée conjuration n'est pas clairement établi ; pour autant, Alexandre diligente des officiers pour l'assassiner en Médie, saisissant l'opportunité d'éliminer un officier de la « vieille garde » méfiant envers les rêves asiatiques du roi. Finalement, l'exécution de Philotas s'inscrit dans une longue tradition de conflits entre aristocratie et monarchie macédoniennes.
À la suite de son exécution, l'Assemblée des Macédoniens demande qu'Alexandre le Lynceste, en captivité depuis 333 av. J.-C. après que Darius III ait voulu le soudoyer, subisse le même sort.

### Sources antiques
- Arrien, Anabase (lire en ligne)
- Diodore de Sicile, Bibliothèque historique [détail des éditions] (lire en ligne), XVII.
- Plutarque, Vies parallèles [détail des éditions] (lire en ligne)
- Quinte-Curce, Histoire d'Alexandre.